# Tairō
Tairō (大老, lit. "Grande Senhor Conselheiro"), refere-se a um cargo oficial de alta patente do governo Bakuhan Taisei do Japão. Em caso de emergência, o Tairō passaria a presidir o conselho de Rōjū. O Tairō era nomeado de entre um grupo de famílias samurais que apoiavam o clã Tokugawa.

## Origem do Nome
A origem do nome Tairo surge no verão de 1600, o quarto ano da era Keicho, e Hideyoshi Toyotomi, o general plebeu que havia unificado o Japão, havia falecido recentemente. Durante seu reinado, caracterizado por uma visão de longo prazo, sólidas práticas administrativas e grande sagacidade política, tinham finalmente chegado ao fim as contínuas guerras que por várias gerações haviam eclodido entre os daimyos, senhores feudais, levando o Japão a viver seu momento mais próspero e pacífico em muitos séculos.
Parte do sucesso de Hideyoshi deveu-se, sem dúvida, à sua disposição em compartilhar seu poder com o go-tairo, um conselho composto por cinco regentes escolhidos entre os senhores feudais mais ricos e poderosos.
- Go é o algarismo 5 (cinco) em japonês. Logo tratava-se dos Cinco Tairo's, ou seja, os Cinco Grandes Senhores Conselheiros.

- O ideograma 大老, tem o significado literal de TAIRO.